# Crendal
Crendal (en luxembourgeois : Kréindel ) est un lieu-dit de la commune luxembourgeoise de Wincrange.